# Red Road
Red Road è un film del 2006 diretto da Andrea Arnold, vincitore del Premio della giuria al 59º Festival di Cannes.

## Trama
Glasgow, Scozia. Jackie Morrison, donna single di mezza età, lavora come sorvegliante nel quartiere periferico di Red Road Flats, passando le ore davanti alle telecamere che setacciano la zona palmo a palmo, pronta a segnalare qualsiasi evento anomalo.
Durante una normale giornata di lavoro, ad un tratto rimane esterrefatta vedendo su un monitor il viso di un uomo. Costui si chiama Clyde Henderson ed è appena uscito di prigione in anticipo per buona condotta (da qui lo sbalordimento: era sicura che fosse ancora in carcere). Attualmente divide un appartamento sulla Red Road con un ex compagno di cella, Stevie. Da questo momento, per Jackie, Clyde diventa un'ossessione. Lo segue, lo perseguita, fino a farsi invitare a casa sua (lui non sembra conoscerla affatto) e passare una notte con lui.
La mattina dopo, mentre l'uomo ancora dorme, lei scappa e ritorna nel suo appartamento. Qui, aiutandosi con un corpo contundente, si procura delle lesioni, per poi denunciare Clyde per violenza carnale e percosse. L'uomo viene arrestato. Jackie osserva il suo arresto sulla telecamera. Nota anche che, poco dopo, una ragazza è venuta a cercarlo.
Stevie però conosce bene Clyde e si rifiuta di crederlo capace di una cosa del genere. Affronta Jackie e la convince a ritrattare le accuse. Clyde viene rilasciato e ha un lungo battibecco con la donna, dal quale emerge finalmente il motivo di tanto astio: anni prima, guidando strafatto, aveva investito e ucciso il marito e la figlia di Jackie.
Dopo questo chiarimento, Jackie si allontana dicendo a Clyde che sua figlia, Bronwyn, di cui aveva perso le tracce da anni, è venuta a cercarlo.

## Riconoscimenti
- 2006 - Festival di Cannes
  - Premio della giuria
- 2006 - British Independent Film Award
  - Miglior attrice (Kate Dickie)
  - Miglior attore (Tony Curran)